# هاري سوير
هاري سوير (بالإنجليزية: Harry Sawyer) (31 ديسمبر 1996 ببريزبان في أستراليا - ) هو لاعب كرة قدم أسترالي في مركز الهجوم. لعب مع نيوكاسل يونايتد جتس.

## وصلات خارجية
- هاري سوير على موقع قاعدة بيانات كرة القدم.إي يو (الإنجليزية)
- هاري سوير على موقع Soccerway.com (الإنجليزية)